# ویلیام لوگان
ویلیام لوگان (به انگلیسی: William Logan) سناتور سابق عضو حزب دموکرات-جمهوری‌خواه بود. وی در سال ۱۸۱۹ تا ۱۸۲۰ میلادی سناتور ایالت کنتاکی در سنای ایالات متحده آمریکا بود.